# Johannes Svahn
Johannes Svahn, född 4 juni 1826 i Kungsbacka, död 30 januari 1903 i Växjö, var en svensk företagsledare.
Efter studier i Göteborg tog Johannes Svahn tjänst som handelsbiträde i Jönköping och senare i Växjö, där han övertog en speceri-, manufaktur- och galanteriaffär. År 1855 sålde han affären och fick köpa Wahlqvistska Klädesfabriken i Växjö av sin svärfar Johan Wahlqvist. Denna fabrik drev han sedan mycket framgångsrikt. Den brann ner 1874 och Johannes flyttade den då till Karlskrona. År 1888 sålde han den till sin kusinson Carl Svahn.
Johannes Svahn var ivrig förespråkare järnvägsdragningen mellan Alvesta och Karlskrona och var under flera år direktör för bolaget Växjö–Alvesta Järnväg (WAJ).
Under sina första tio år som fabrikör bodde Johannes Svahn på Vallens gård i Växjösjöns södra del, men byggde sig sedan en stor gård, "Villa Wik", i Sandsbro strax utanför Växjö. Den såldes efter hans död till operasångerskan Kristina Nilsson.
Johannes Svahn var son till skräddarmästare Johan Svahn i Kungsbacka och dennes hustru Regina.
Hans äktenskap med Eva Wahlqvist var barnlöst, men i ett kärleksförhållande med Jeanette Lekander hade han två söner och en dotter Nanna (1870-1935) som gifte sig med Hugo Skantze (1867-1919).